# Veinte años después
Veinte años después (en francés, Vingt ans après) es una novela publicada por Alexandre Dumas (padre) (en colaboración con Auguste Maquet) como serie entre enero y agosto de 1845. Pertenece a la trilogía Las novelas de d’Artagnan. Se trata de la secuela de Los tres mosqueteros (1844) y precede a la novela El vizconde de Bragelonne, publicada entre 1847 y 1850, que incluye la trama secundaria de El hombre de la máscara de hierro.
La novela recoge eventos de la guerra de la Fronda en Francia, durante la regencia de un joven Luis XIV, además de la situación en una Inglaterra cercana al final de la guerra civil inglesa, cómo llegó Oliver Cromwell a la victoria y la ejecución del rey Carlos I. A través de los protagonistas, especialmente a través de Athos, Dumas se posiciona del lado de la monarquía, exaltando en el texto la idea de una realeza benevolente. Los mosqueteros demuestran su valentía y deseos de justicia en sus esfuerzos por proteger de sus enemigos tanto al joven Luis XIV como a un sentenciado Carlos I.

## Argumento
Es el año 1648, veinte años después de los sucesos  de Los tres mosqueteros. La historia de Francia ha cambiado: han muerto Luis XIII y el cardenal Richelieu; la reina Ana de Austria asume la regencia del país debido a la minoría de edad de Luis XIV, de sólo diez años; el nuevo primer ministro es el cardenal  Julio Mazarino, de origen italiano, quien mantiene una no muy secreta relación con la reina; y nace el movimiento revolucionario conocido como la Fronda, motivado por las protestas por la presión fiscal exigida por la guerra de los Treinta Años. D'Artagnan se ha quedado estancado en el grado de teniente de mosqueteros, y hace años que no ve a sus amigos. Mazarino viendo que los franceses le detestan y que el país está al borde de una rebelión, decide hacerle llamar para convertirlo en su escolta personal. 

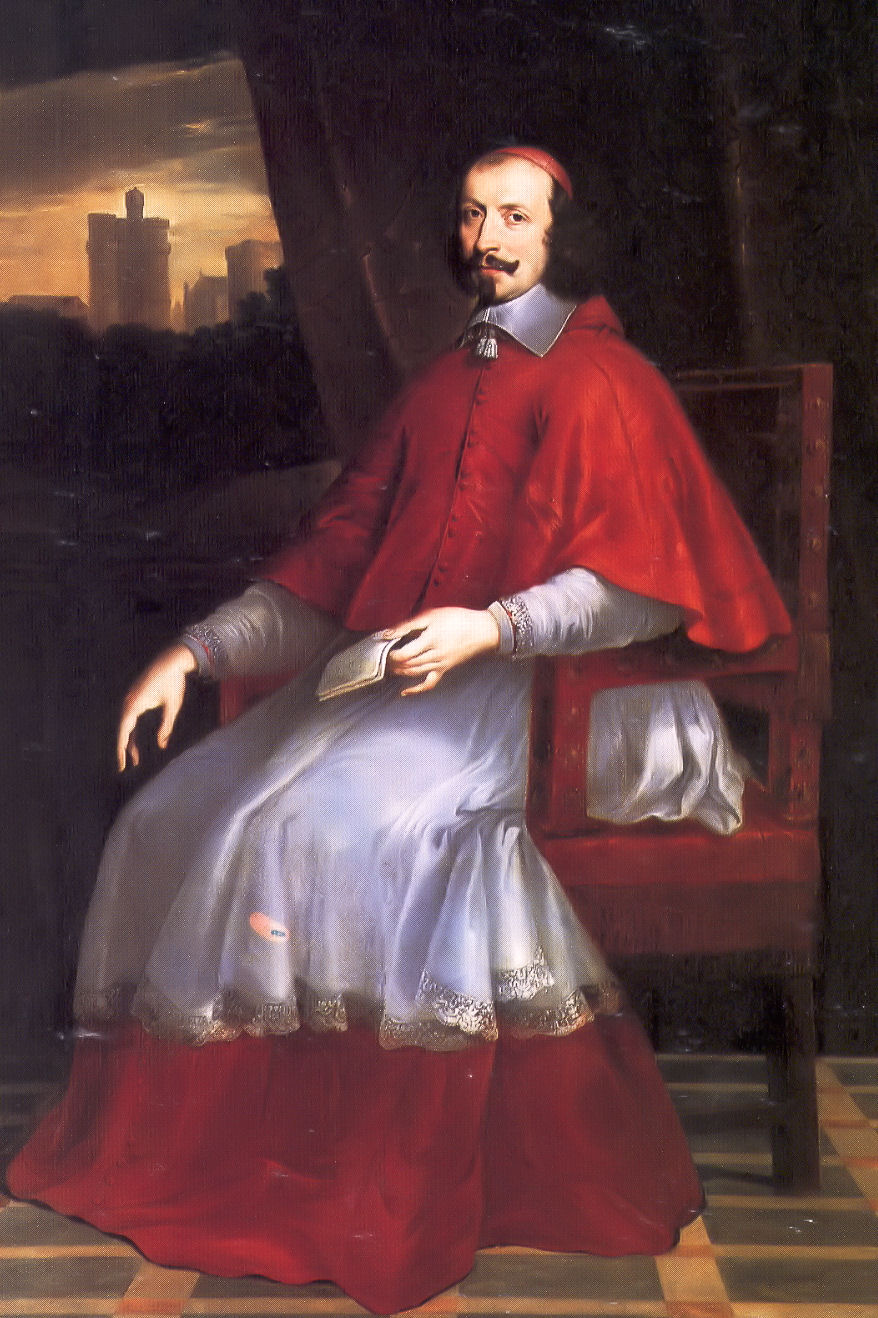
El cardenal Mazarino fue el Primer Ministro de Francia durante la regencia de Ana de Austria en nombre del joven Luis XIV.

El primer encargo para nuestro protagonista es el de recoger a un prisionero misterioso a la cárcel de la Bastilla, que resulta ser su gran adversario, el Conde de Rochefort. Mazarino informa al Conde que el motivo de su encarcelamiento fue su negativa a ayudar al primer ministro en el pasado y le da una segunda oportunidad para cambiar su situación. Rochefort se niega por lo que es trasladado de nuevo a prisión. Tras probar la valía de d’Artagnan, Mazarino le encarga que vuelva a reunir a los mosqueteros, a aquellos héroes de hacía veinte años. 
D’Artagnan se encuentra en una encrucijada; hace años que había perdido el contacto con sus amigos, que ahora utilizaban sus nombres reales: Athos era el conde de la Fère, Porthos, el Monsieur du Vallon y Aramis ahora era el Abad de Herblay. El protagonista pronto averigua que Porthos es ahora un viudo rico que vive en su hacienda de Pierrefonds, y que sueña con nuevas aventuras, por lo que le convence con facilidad prometiéndole que Mazarino cumplirá su mayor ambición, ser barón.  
Juntos tratan, sin éxito, de persuadir a Aramis, que ahora es cura y frondista en secreto, además de amante de la duquesa Madame de Longueville, destacada frondista. En cuanto a  Athos, que dejó el servicio para recoger una herencia, vive ahora cerca de Blois con su hijo adoptivo adolescente Raúl, el vizconde de Bragelonne, al cual oculta su procedencia, ya que en realidad es hijo natural suyo y de la duquesa de Chevreuse, antes íntima de la reina, y ahora frondista. D'Artagnan tampoco logra convencerle, pues Athos también simpatiza con la Fronda. Durante su visita a su amigo (a quien la paternidad ha rejuvenecido), D'Artagnan, además de a Raúl, conocerá a un personaje que tendrá mucha importancia diez años más tarde, una niña llamada Luisa de La Vallière. 
El duque de Beaufort, prisionero en Vincennes por orden de Mazarino, logra escapar con la inestimable ayuda de Grimaud, el fiel lacayo de Athos. Mazarino, que ya tiene a su servicio a D'Artagnan y Porthos, los envía en su persecución. D'Artagnan y Porthos consiguen alcanzar a los fugitivos pero entonces se encuentran con una desagradable sorpresa: entre los hombres que ayudan al duque, se encuentran Athos y Aramis, con lo que los antiguos amigos son ahora enemigos. Athos y Aramis interceden ante el duque de Beaufort, que deja libres a D'Artagnan y Porthos. Posteriormente, se reúnen en París, donde cruzan mutuos reproches, e incluso llegan a sacar las espadas, pero Athos rompe la suya antes de cruzarla con aquel a quien siempre llamó hijo (D'Artagnan), por lo que se abrazan y hacen las paces, quedando sin embargo divididos en dos bandos.
Mientras tanto, Raúl, que ha sido enviado por Athos al ejército del príncipe de Condé, junto con el conde de Guiche, hijo del Mariscal de Grammont, y tras haber combatido en la batalla de Lens, encuentra en el camino a un supuesto fraile, al cual envía a socorrer en sus últimos momentos al antiguo verdugo de Béthune, que está malherido en una posada. Muy pronto el supuesto fraile se revela como John Francis de Winter, el hijo de Milady de Winter, que busca vengarse de los seis (D'Artagnan, Athos, Porthos, Aramis, Lord de Winter y el verdugo de Béthune) que ajusticiaron a su madre. Empieza su venganza apuñalando al moribundo ex verdugo y huyendo a continuación. Grimaud le encuentra con el puñal clavado en el pecho y escucha sus últimas palabras, donde le pide advertir del peligro a Athos y a los demás. Ante ello, Grimaud vuelve a París.
Más tarde, los cuatro mosqueteros se reúnen en una comida para limar asperezas, llegando en esto Grimaud con la noticia de la existencia del hijo de Milady y el asesinato del verdugo. 
Tras la noticia, los cuatro se vuelven a separar. D’Artagnan y Porthos tienen como misión ayudar a la reina Anna de Austria, el joven Luis XIV y Mazarino a escapar las revueltas de París. Mientras tanto, la guardia arresta a Pierre Broussel, cabeza del populacho y del parlamento francés, pero no les queda más remedio que soltarle una vez ven el revuelo que causa entre la gente. Un grupo de frondistas – entre los que se encuentra Planchet, utilizando un nombre falso – entra en los aposentos del joven rey exigiendo verle para asegurarse de que la familia real no había huido de París. D’Artagnan trata de calmar los ánimos y consigue convencer a los frondistas de que nadie intenta escapar. Inmediatamente después de esto, reúne a toda la familia real al completo y elabora un plan para que todos salgan de la ciudad engañando a Planchet, con quien había mantenido su amistad a pesar de sus posiciones diferentes en el conflicto.

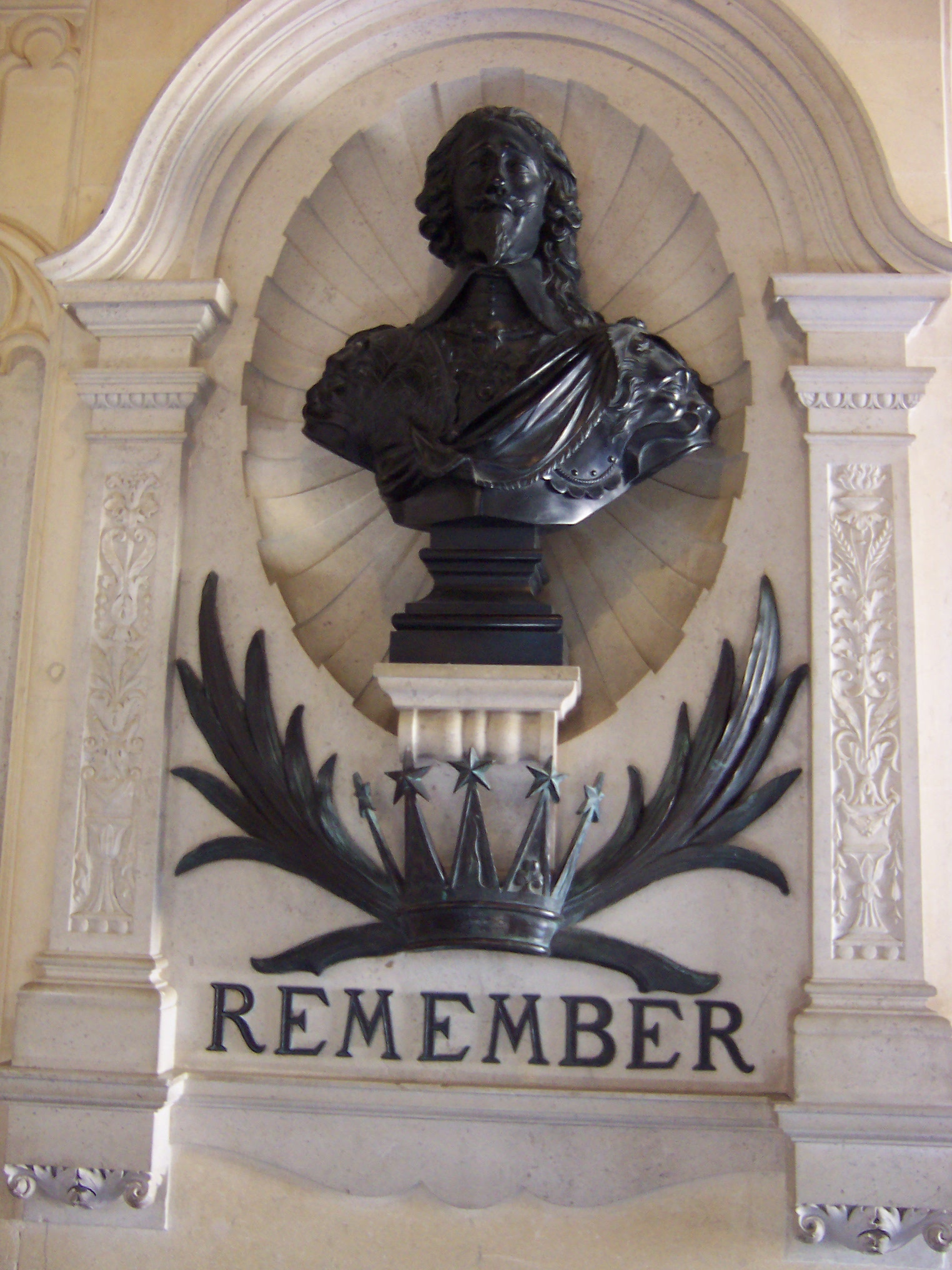
Busto de Carlos I de Inglaterra, rey a quien D'Artagnan y sus amigos tratan de salvar en la novela.

Por su parte, Athos y Aramis se reencuentran con Lord de Winter, a quien Oliver Cromwell ha quitado sus posesiones, y que se encuentra al servicio de la reina Enriqueta, esposa de Carlos I de Inglaterra e hija de Enrique IV de Francia, hermana de Luis XIII y, por tanto, cuñada de la Reina Ana de Austria y tía de Luis XIV. Enriqueta vive ahora en el Louvre (que Ana de Austria y Luis XIV han dejado atrás para trasladarse al Palais Royal), si bien en condiciones muy precarias, careciendo de todo. Se ponen a su servicio, una vez se enteran de que Mazarino, por motivos políticos se ha negado a ayudarla (ya que no quiere la enemistad del nuevo gobierno inglés controlado por Cromwell), y parten a Inglaterra con Lord de Winter, con la misión de auxiliar al rey Carlos I, hecho prisionero. Mazarino, por su parte, envía a D'Artagnan y Porthos con un emisario de Cromwell llamado Mordaunt. Mientras en París se enfrentan a la revuelta de la Fronda, la familia real francesa se ve obligada a esconderse en el castillo de Saint Germain.
Los cuatro mosqueteros están en el mismo lugar, pero en bandos distintos. Tras la muerte de Lord de Winter a manos de Mordaunt, que no es otro más que el hijo de Milady bajo otro nombre, D'Artagnan y Porthos deciden ayudar, y si es posible liberar al rey de Inglaterra de la ejecución, abandonando la misión de Mazarino, que les enviaba a servir a Cromwell. 

A pesar de sus esfuerzos y de secuestrar al verdugo de Londres, todos los planes fracasan y no logran salvar al rey. Es el mismo Mordaunt enmascarado quien comete el regicidio, ejecutando a Carlos I, mientras Athos presencia impotente la ejecución escondido debajo del cadalso, donde escucha las últimas palabras del rey (de gran importancia en la novela El vizconde de Bragelonne). Tras el suceso, los cuatro amigos confrontan a Mordaunt en la residencia de Cromwell en Londres, pero desaparece por un pasaje secreto durante un duelo con d’Artagnan.

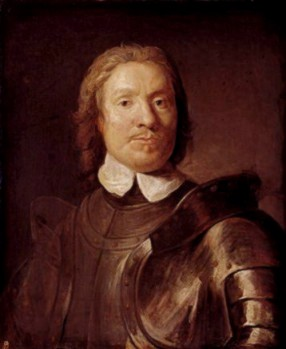
El general Oliver Cromwell, uno de los líderes de la oposición contra Carlos I de Inglaterra.

Los mosqueteros, acompañados por sus sirvientes, regresan juntos de Inglaterra en barco, pero Mordaunt consigue subirse a bordo y lo hace explotar en mitad de la travesía. Afortunadamente, uno de los sirvientes había encontrado los explosivos y había avisado con tiempo suficiente para robar el único bote salvavidas, dejando a Mordaunt en el barco. Contra todo pronóstico, el antagonista consigue escapar la explosión, y les ruega a los mosqueteros que le dejen subir al bote. Todos rechazan, a excepción de Athos, que insiste en salvarle. En el momento en el que le ayuda a subir al bote, Mordaunt tira a Athos al agua donde forcejean hasta que el primero muere de una puñalada.
Los amigos llegan a Francia, separándose. D'Artagnan y Porthos son perseguidos y arrestados, y Athos, tras una entrevista con la reina en la que trata de persuadirla para que suelte a sus compañeros, por orden de ésta y con la complicidad de Mazarino, también. Pero Aramis queda libre, lo que le permite reunir tropas de la Fronda para liberarlo.
Athos es encerrado en Rueil, en el mismo castillo donde están prisioneros D'Artagnan y Porthos. Consiguen escapar de su celda y averiguar el escondite donde Mazarino tiene el dinero que ha ido recaudando a expensas de Francia, escapan del castillo junto con Athos y con un valioso rehén: el propio Mazarino. Lo llevan hasta el castillo de Pierrefonds donde a cambio de su libertad, Mazarino adjudica algunas concesiones a cada uno de los mosqueteros. Entre ellas: otorga el título de barón a Porthos y hace capitán de los mosqueteros a d’Artagnan. Athos no quiere nada por lo que se le otorga una dote para su hijo Raúl, y Aramis pide algunos privilegios para él y para sus compañeros de la Fronda. La reina Anna aprueba las concesiones y se da cuenta de que se había comportado de forma desagradecida con d’Artagnan y sus amigos. Con la firma de los documentos en los que se incluía una serie de reivindicaciones de la Fronda se consigue el fin del levantamiento.
Al final de la novela, Mazarino, la reina Anna y Luis XIV regresan a París. Durante una revuelta de los restos que quedaban del movimiento frondista, d’Artagnan mata de forma accidental a Rochefort cumpliéndose con el vaticinio que había hecho en Los tres mosqueteros: «Seguramente os mataré a la cuarta»; y Porthos a Bonacieux, que durante la primera novela había sido el arrendador de d’Artagnan y un agente de Richelieu, y que en aquel momento no era más que un mendigo simpatizante de la Fronda. Finalmente, d’Artagnan se queda en París con la familia real; Athos vuelve a la Fère; Aramis regresa a su abadía en Noisy le Sec; y Porthos retorna, ahora como barón, a su castillo. Los cuatro amigos se despiden jurándose amistad eterna, a pesar de no saber si se volverán a ver.
El libro continua con El vizconde de Bragelonne, también escrito por Alexandre Dumas Padre .

## La novela
Veinte Años Después, fue publicada en 1845 en el comienzo de lo que sería la década más productiva de Dumas, quien pasó de escribir obras de teatro a explorar las posibilidades que le ofrecía la novela histórica. Fue publicada como novela por entregas en el periódico Le Siècle, como secuela de la novela inmensamente popular Los Tres Mosqueteros, publicada el año anterior, y a la que debido a su éxito precedería El Vizconde de Bragelonne dos años más tarde. La representación de los mosqueteros fue inspirada por las Memoires de d’Artagnan escritas por Gatien de Courtilz de Sandras. 
La novela tiene como temas principales tanto la sublevación de la Fronda, un movimiento en contra del absolutismo de la monarquía en Francia, como la ejecución del rey de Inglaterra Carlos I. Los cuatro mosqueteros son los encargados de contar la historia, otorgándose un papel protagonista que dista mucho del papel que tuvieron en la vida real. En esta novela son creadores de historia, así como testigos de lo que ocurre. El título hace referencia al tiempo que ha transcurrido desde la primera entrega de la trilogía. Los mosqueteros, veinte años más mayores, han seguido sus vidas lejos de la batalla tras la muerte del cardenal Richeleu, a excepción de d’Artagnan, quien sigue formando parte de los mosqueteros reales. Los cuatro amigos no dudarán en aceptar las misiones que se les encomiendan, buscando siempre la honra del rey de Francia y defendiendo su valor como caballeros. Manteniendo su característica amistad a pesar de las circunstancias.

## Crítica
La carga política de la novela es mucho mayor que en la primera parte de la historia. Dumas utiliza personajes que existieron y hechos que ocurrieron en la realidad, y los mezcla con otros ficticios, manejándolos a su juicio para enganchar al lector y guiar la novela a su antojo. El autor asegura: "La historia es un clavo sobre el que cuelgo mis historias.” Utiliza varios hechos históricos que afectan tanto a Francia como a la vecina Inglaterra, tales como la guerra de la Fronda, el levantamiento de Cromwell, y la caída y muerte del rey Carlos I.
Cabe destacar que Dumas era conocido por tener bajo su mando numerosos colaboradores que se dedicaban a escribir como si se tratara de una producción en masa, para luego modificar estos borradores según le parecía a él. En concreto, la trilogía de Los Tres Mosqueteros la escribió en colaboración con Auguste Maquet, quién fue el creador del esqueleto de la novela, proporcionando los detalles históricos. Maquet era un profesor de historia, cuyas novelas no terminaban de alcanzar la fama, hasta que conoció a Alexandre y decidieron trabajar juntos. Se cree que Maquet escribía borradores elaborando argumentos que aportaban realismo a la trama, y después regresaba el manuscrito a Dumas, quien aportaba su toque artístico, efectuaba cambios, y agregaba chistes, digresiones y detalles de autor.

 Una de las grandes innovaciones de Dumas como novelista fue su uso único de la historia. Era admirador de Sir Walter Scott, su predecesor en el género histórico. Sin embargo, a diferencia de éste, Dumas utilizaba los acontecimientos históricos como parte integral de la historia en vez de como trasfondo pintoresco. Dumas compartió acerca de la creación de sus obras: “Comienzo trazando una historia. Intento hacerla romántica, conmovedora, dramática, y cuando el alcance de emociones e imaginación ha sido alcanzado, busca en los anales del pasado hasta encontrar un marco en el que situarla.”  El crítico Richard Stowe defiende los errores factuales de Dumas sosteniendo que lo que acontece en las novelas durante esos eventos o a los famosos personajes, no conforma un registro histórico. Es respaldado también por el escritor Andrew M. Greeley quien aporta la siguiente diferenciación:
“La historia y la novela histórica no son necesariamente lo mismo. El propósito de la historia es narrar eventos de manera tan precisa como sea posible. Mientras que el propósito de la ficción histórica es hacer que el lector sea capaz de sentirse dentro de los episodios históricos a través de la perspectiva de los personajes del relato. Obviamente, es necesario modificar algunos acontecimientos para alcanzar ese objetivo.”
Reconocemos que modificó la historia en sus novelas para permitir que sus personajes principales contaran con una presencia mayor que la que tuvieron en la realidad. El genio de Dumas recae en la caracterización, no tenía mayor interés por la perfección estilística y raramente hacía correcciones. Señalando de nuevo lo que dijo Robert Stowe: “A pesar de las libertades y errores que pueden serle atribuidas, en esta novela creó una convincente ilusión de realidad histórica, dando vida a un periodo de tiempo remoto con excepcional inmediatez y concreción.” Dumas ha sido sumamente criticado por su estilo descuidado más propio de un aficionado que de alguien con amplia experiencia. Sus novelas a pesar de no ser demasiado profundas o realistas ofrecen una atractiva visión universal que atrae al público. Para Stowe, Dumas es considerado como un artista superior al que define como: 
“Aquellos ilustres contadores de historias que comenzaron con los poetas de la antigüedad [...] incluyendo los trovadores medievales que cantaban historias de amor y aventuras, el narrador de las exóticas maravillas de las Mil y Una Noches y todos aquellos cuyo objetivo era contribuir al deleite y divertimento del público” 
Charles Samaran se preocupó de buscar las fuentes utilizadas por Alexandre Dumas, particularmente para la descripción de Inglaterra en plena revolución. Señala los errores del novelista, y comparte cuál es la parte de documentación histórica que toma prestada, así como los inventos personales.
“No lamentemos pues que Dumas no haya sido el gran historiador que habría podido ser. Admiremos los pulidos retratos de Mazarino, Ana de Austria, Retz, Condé, Beaufort, Carlos I o Cromwell. Después de más de un siglo, Veinte Años después es una novela que se mantiene joven y que está tan bien hecha, que sigue instruyendo a franceses de cualquier condición y edad.” 
Pero no todo es positivo en referencia al uso que el autor hacía de la historia. Dumas ha recibido duras críticas de parte de contemporáneos como Sainte-Beuve: “Una de las características del talento de Dumas es que no puede respetar en ningún grado la verdad histórica en sus relatos. Lo poco que necesita, no lo tiene en cuenta: solo es bueno para invenciones y habladurías.” También por parte de críticos más actuales como Simone Bertière:
“La historia está muy deformada. El genio de Dumas consiste en conducir su relato, insertándolo en los grandes acontecimientos del siglo, o incluso tomando atajos: no estamos veinte años después. Los personajes inventados necesitan estar en un entorno verosímil para ser creíbles. [...] ¿Y por lo demás? Dumas nos ofrece una monarquía revisada y corregida. El padre de d’Artagnan claramente experimenta la tentación de reescribir la historia.”

## Adaptaciones
- La película El regreso de los mosqueteros (1989) está basada en líneas generales en la novela Veinte Años Después. Fue grabada 15 años más tarde que las películas Los Tres Mosqueteros (1973) y Los Cuatro Mosqueteros (1974), contando con el mismo director y elenco principal.
- La película musical rusa Los Mosqueteros Veinte Años Después (1992), en ruso Mushketeri dvadsat 'let spustya, es una adaptación de Veinte Años Después, se filmó 14 años después de la grabación de la miniserie musical D’Artagnan y Los Tres Mosqueteros, con el mismo director y elenco principal.
- La novela fantástica Quinientos Años Después (1994) de Steven Brust, secuela en la serie Los Romances de Khaavren, está vagamente inspirada en Veinte Años Después.[12]